# Phyllolabis lagganensis
Phyllolabis lagganensis är en tvåvingeart som beskrevs av Alexander 1931. Phyllolabis lagganensis ingår i släktet Phyllolabis och familjen småharkrankar. Inga underarter finns listade i Catalogue of Life.